# Héctor Orezzoli

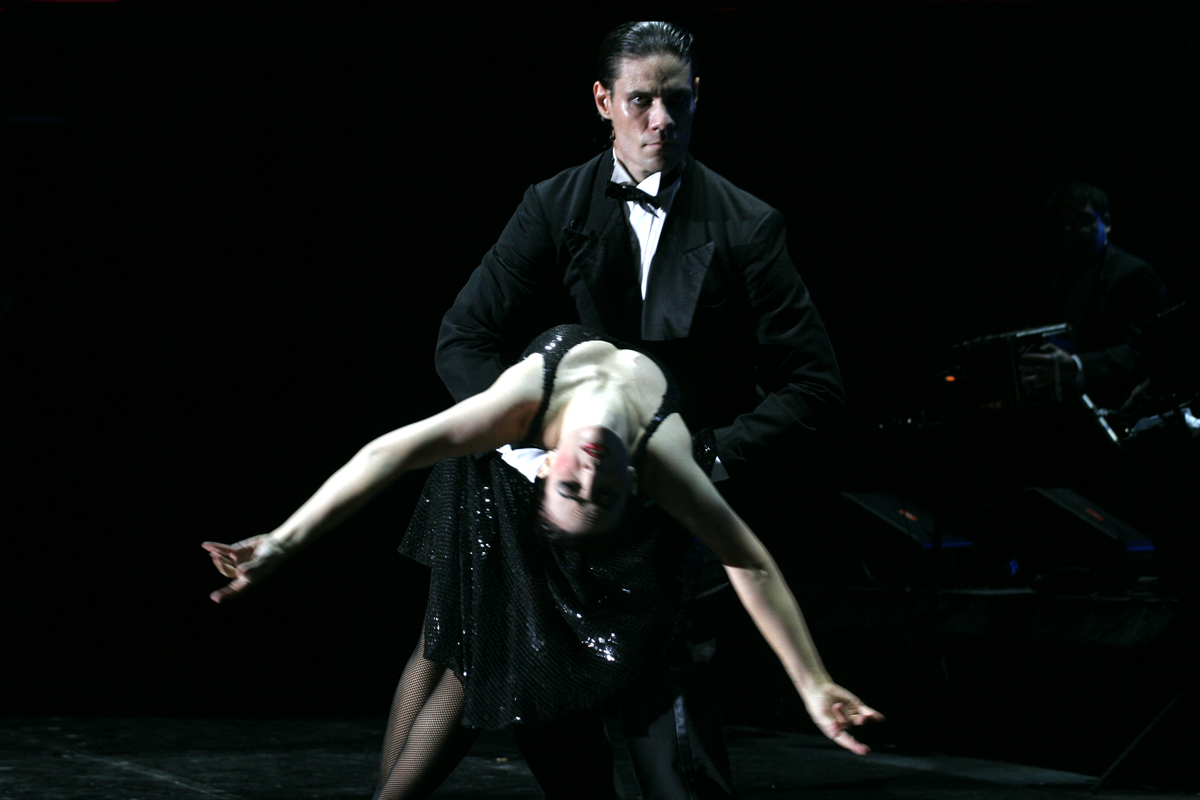
Escena de Tango Argentino en la presentación en Buenos Aires de 2011.

Héctor Orezzoli (n. Buenos Aires, en 1953; m. Nueva York el 5 de diciembre de 1991) fue un destacado director de music hall argentino autor y director de espectáculos como Tango Argentino, que alcanzó fama mundial durante dos décadas, Black and Blue, por el que obtuvo un Premio Tony al mejor diseño de vestuario, Flamenco Puro y Noche Tropical, entre otros.

## Biografía
Héctor Alejandro Orezzoli nació en Buenos Aires en 1953 y realizó sus estudios secundarios en el Colegio Carlos Pellegrini. En 1971 comenzó a estudiar literatura y psicología en la Universidad de Buenos Aires y teatro y diseño escenográfico en la Universidad de Belgrano.
En 1972 conoció a Claudio Segovia con quien formaría una inseparable pareja creativa. Segovia lo recuerda así:

Héctor era una persona de una gran sensibilidad artística y muy inteligente, con una rica formación cultural, hablaba cinco idiomas. Los padres no estaban muy de acuerdo de que fuera artista y lo mandaron al Colegio Carlos Pellegrini, cuando egresó comenzó a trabajar conmigo.
Claudio Segovia

En 1975 participó de la creación de Carnaval de Venecia en el Festival de Aix-en-Provence, radicándose en París. Entre las obras que puso en escena en esos años figuran Dulce pájaro de juventud de Tennessee Williams, presentada en Río de Janeiro, la ópera Peleas y Melisande de Claude Debussy en la Ópera de Madrid y La increíble y triste historia de Eréndira, adaptación del cuento de Gabriel García Márquez, presentado en el TEP de París.
En 1980 Segovia y Orezzoli crearon y pusieron en escena en Sevilla Flamenco Puro, el primero de una serie de novedosos espectáculos coreográfico-musicales, sobre danzas de raíz popular, que tendrían gran éxito internacional.
En 1983 crean sobre el mismo modelo Tango Argentino, un exitosísimo espectáculo estrenado en París que causaría el renacimiento del tango en el mundo y se mantendría en escena de manera continuada por más de una década, incluyendo un sonoro éxito en Broadway, en 1985, por el que fueron nominados para los Premios Tony a la mejor dirección.
En 1989 crearon y pusieron en escena en Broadway Black and Blue, un espectáculo sobre la música afroamericana, rescatando a los músicos y bailarines de la cultura negra de Estados Unidos que actuaban fuera de los circuitos comerciales, como Ruth Brown. La obra obtuvo un éxito en Broadway aún mayor que Tango Argentino, permaneciendo dos años en cartel y ganando cuatro Premios Tony, entre ellos el asignado a Orezzoli y Segovia por el mejor diseño de vestuario.
A fines de 1991 Héctor Orezzoli murió sorpresivamente cuando contaba con apenas 38 años. Él y Segovia acaban de crear y se encontraban a punto de estrenar Noche Tropical en Tokio.

## Premios
- 1986. Premios Tony. Nominado por mejor dirección por Tango Argentino.
- 1986. Drama Desk Awards. Nominado por experiencia teatral única.
- 1989. Premio Tony. Nominado por mejor dirección, mejor escenografía y mejor vestuario por Black and Blue, ganando este último.